# NGC 7045
NGC 7045 is een dubbelster in het sterrenbeeld Veulen. Het hemelobject werd op 16 juli 1827 ontdekt door de Britse astronoom John Herschel.